# Кулики (Мядельський район)
Кулики (біл. вёска Кулікі) — село в складі Мядельського району Мінської області, Білорусь. Село підпорядковане Мядзельській сільській раді, розташоване в північній частині області.